# Camptolophia marmorata
Camptolophia marmorata là một loài bướm đêm trong họ Geometridae.